# Rochecorbon
Rochecorbon település Franciaországban, Indre-et-Loire megyében. Lakosainak száma 3220 fő (2022. január 1.). Rochecorbon Vouvray, Monnaie, Parçay-Meslay, Saint-Pierre-des-Corps, Tours és La Ville-aux-Dames községekkel határos.

## Népesség
A település népessége az elmúlt években az alábbi módon változott:
| Lakosok száma | 2216 | 2711 | 2685 | 3213 | 3193 | 3179 | 3146 | 3145 | 3162 | 3220 |
|               | 1968 | 1982 | 1990 | 2006 | 2013 | 2015 | 2017 | 2019 | 2020 | 2022 |